# Yablochkina (cráter)
Yablochkina es un cráter de impacto en el planeta Venus de 64,3 km de diámetro. Lleva el nombre de Alexandra Yablochkina (1866-1964), actriz rusa, y su nombre fue aprobado por la Unión Astronómica Internacional en 1985.